# رود مونسک بروک
رود مونسک بروک رودی است به River Itchen می‌ریزد. این رود از کشور بریتانیا می‌گذرد.